# Prat del Duc
El prat del Duc és un planell del massís del Port del Comte que pertany íntegrament al municipi de la Coma i la Pedra. Està situat uns 700 metres a llevant del cim del Pedró dels Quatre Batlles entre els 2.275 i els 2.300 metres d'altitud.